# Al-Mu'ayyad Shihab al-Din Ahmad
Al-Mu'ayyad Shihab al-Din Ahmad, död 1488, var en egyptisk regent. Han var sultan i mamlukdynastins Egypten mellan 1461 och 1461.